# Districtele federale ale Rusiei
Districtele federale ale Rusiei nu trebuie să fie confundate cu subiecții federali ai Rusiei.
Rusia este împărțită în 9 districte federale (în limba rusă: федера́льные округа́, sing. федера́льный о́круг) (patru în Europa, trei în Asia).
Districtele federale nu sunt unități constituente ale Federației Ruse, ci sunt folosite pentru ușurarea muncii administrative a guvernului. Unitățile constituente ale Federației Ruse sunt numite subiecte federale.
Fiecare district este format din mai multe subiecte federale. Fiecare district federal este condus de un împuternicit prezidențial - reprezentantul plenipotențiar – care are ca sarcină oficială supravegherea agențiilor federale din regiuni.

## Crearea districtelor federale
Districtele federale au fost create în mai 2005 de președintele Vladimir Putin ca parte a unui program mai vast pentru reafirmare a autorității federale. Acest program cuprindea și modificarea modalității de alegere a Sovietului Federației, ai cărui membri sunt acum aleși indirect. Președintele Federației a căpătat dreptul să dizolve parlamentele și să demită guvernele subiectelor în cazul în care acestea nu se supun legilor federale.

## Rolul și funcționarea districtelor federale
Reprezentantul plenipotențiar și personalul din subordine constată dacă subiectele au încălcat normele și legile federale și în ce măsură. De asemenea, ei supervizează procesul de corectare a încălcărilor regulilor și normelor, alându-se mai aproape de evenimente decât autoritățile de la Moscova. Crearea districtelor federale a ajutat la împiedicarea aplicării unor legi locale care contravin legilor federale, sau care încalcă drepturile cetățenilor, dar și la lupta împotriva autoritarismului guvernatorilor sau președinților subiectelor federale, a manipulării poliție sau justiției locale sau împotriva măsluirii alegerilor la nivelul subiectelor federale.
Agențiile federale, în mod deosebit din sistemul judiciar, au fost acaparate de conducerile subiectelor în timpul lui Boris Elțin. Acest proces a fost oprit odată cu numirea Reprezentanților plenipotențiali, care se asigură că buna funcționare a sus-numitelor agenții nu mai este amenințată de elitele locale și de interesele lor.
Reprezentanții plenipotențiali urmăresc punerea în aplicație a unui sistem de rotație a angajaților federali prin toate regiunile pentru a-i împiedica să devină dependenți de liderii locali.
Districtele federale coincid în totalitate din punct de vedere teritorial cu regiunile militare ale Ministerului de Interne și parțial cu regiunile militare ale Ministerului Apărării. Această împărțire permite Reprezentanților plenipotențiali să aibă acces direct la structurile de comandă a armatei și a aparatului de securitate internă. Această organizare a fost un mesaj foarte clar adresat subiectelor federale, obligate să coopereze cu centrul. Mai mult, cei mai mulți reprezentanți plenipotențiali sunt aleși dintre foștii ofițeri de armată sau ai trupelor de securitate internă.

## Lista districtelor federale
| Numele districtului | Numele districtului                    | Data fondării    | Suprafață (km²) | Populație (2010 Russian Census) | Subiecte federale | Centru administrativ | Reprezentant plenipotențiar | Continent      |
| ------------------- | -------------------------------------- | ---------------- | --------------- | ------------------------------- | ----------------- | -------------------- | --------------------------- | -------------- |
|                     | Districtul Federal Central             | 18 mai 2000      | 652.800         | 38.438.600                      | 18                | Moscova              | Aleksandr Beglov            | Europa         |
|                     | Districtul Federal Sudic               | 18 mai 2000      | 418.500         | 13.856.700                      | 6                 | Rostov-pe-Don        | Vladimir Ustinov            | Europa         |
|                     | Districtul Federal Nord-Vestic         | 18 mai 2000      | 1.677.900       | 13.580.800                      | 11                | Sankt Petersburg     | Vladimir Bulavin            | Europa         |
|                     | Districtul Federal Orientul Îndepărtat | 18 mai 2000      | 6.215.900       | 6.291.900                       | 9                 | Habarovsk            | Iuri Trutnev                | Asia           |
|                     | Districtul Federal Siberian            | 18 mai 2000      | 5.114.800       | 19.254.300                      | 12                | Novosibirsk          | Nikolai Rogojkin            | Asia           |
|                     | Districtul Federal Ural                | 18 mai 2000      | 1.788.900       | 12.082.700                      | 6                 | Ekaterinburg         | Igor Holmanskih             | Europa și Asia |
|                     | Districtul Federal Volga               | 18 mai 2000      | 1.038.000       | 29.900.400                      | 14                | Nijni Novgorod       | Mihail Babici               | Europa         |
|                     | Districtul Federal Nord-Caucazian      | 19 ianuarie 2010 | 170.700         | 9.496.800                       | 7                 | Piatigorsk           | Serghei Melikov             | Europa         |
|                     | Districtul Federal Crimeea             | 21 martie 2014   | 26.100          | 2.352.385[a]                    | 2                 | Simferopol           | Oleg Belavențev             | Europa         |

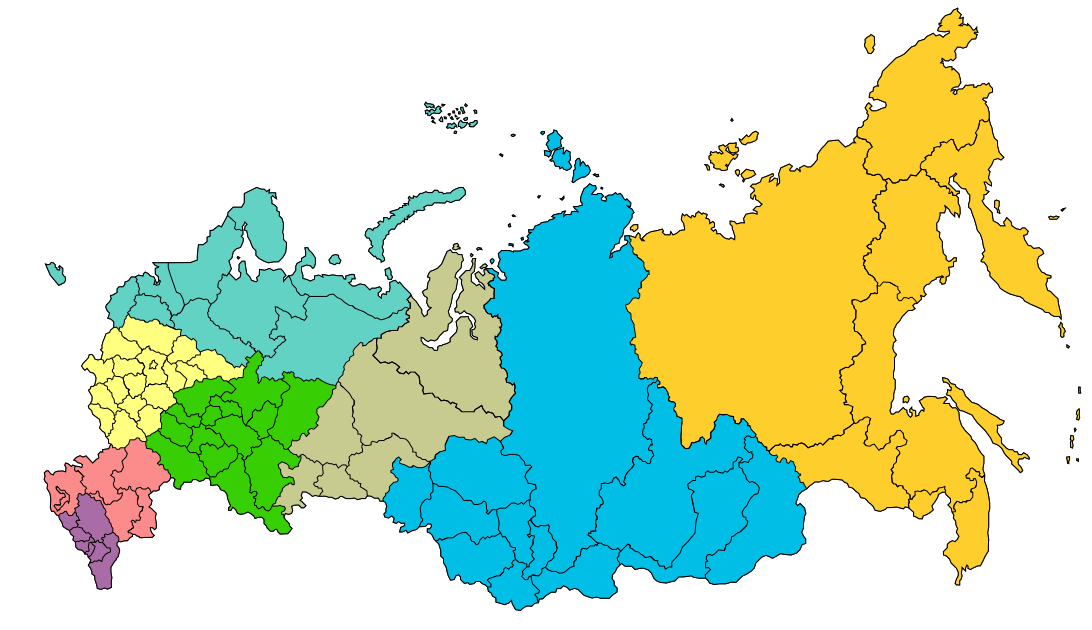

a. ^ Populația conforma datelor recensământului ucrainean din anul 2001. Crimeea a fost anexată de Rusia în 2014.
Pe langa asta Districtul Federal Crimeea a fost creat în 2014 si a fost desființat în 2016.

## Lista districtelor federale și a subiectelor federale cuprinse între granițele lor

### Districtul Federal Central
- Центральный федеральный округ
- Centru administrativ: Moscova
- Cuprinde:
  - Regiunea Belgorod
  - Regiunea Briansk
  - Regiunea Iaroslavl
  - Regiunea Ivanovo
  - Regiunea Kaluga
  - Regiunea Kostroma
  - Regiunea Kursk
  - Regiunea Lipețk
  - Moscova (oraș federal)
  - Regiunea Moscova
  - Regiunea Oriol
  - Regiunea Riazan
  - Regiunea Smolensk
  - Regiunea Tambov
  - Regiunea Tver
  - Regiunea Tula
  - Regiunea Vladimir
  - Regiunea Voronej

### Districtul Federal Sudic
- Южный федеральный округ
- Centru administrativ: Rostov-na-Donu
- Cuprinde:
  - Republica Adîgheia
  - Astrahan
  - Republica Cecenia
  - Republica Daghestan
  - Republica Ingușetia
  - Republica Kabardino-Balkar
  - Republica Kalmîkia
  - Republica Karaciai-Cerkessia
  - Ținutul Krasnodar
  - Republica Ossetia-Alania
  - Ținutul Stavropol
  - Rostov-pe-Don
  - Volgograd

### Districtul Federal Nord-Vestic
- Северо-Западный федеральный округ
- Centru administrativ: St. Petersburg
- Cuprinde:
  - Arhanghelsk
    - Districtul Autonom Neneț

  - Kaliningrad
  - Leningrad
  - Republica Karelia
  - Republica Komi
  - Murmansk
  - Novgorod
  - Pskov
  - St. Petersburg (oraș federal)
  - Vologda

### Districtul Federal Orientul Îndepărtat
rusă Дальневосточный федеральный округ
- Centru administrativ: Habarovsk
- Cuprinde:
  - Amur
    - Regiunea Autonomă Evreiască

  - Kamciatka
    - Districtul Autonom Koriak

  - Ținutul Habarovsk
  - Magadan
    - Districtul Autonom Ciukotsk

  - Ținutul Primorie
  - Republica Saha (Iakuția)
  - Sahalin

### Districtul Federal Siberian
- Сибирский федеральный округ
- Centrul adinistrativ: Novosibirsk
- Cuprinde:
  - Republica Altai
  - Ținutul Altai
  - Republica Buriatia
  - Cita
    - Districtul Autonom Aghin-Buriat

  - Irkutsk
    - Districtul Autonom Ust-Orda Buriat

  - Republica Hakassia
  - Kemerovo
  - Ținutul Krasnoiarsk
  - Novosibirsk
  - Omsk
  - Tomsk
  - Republica Tuva

### Districtul Federal Ural
- Уральский федеральный округ
- Centrul adinistrativ: Ekaterinburg
- Cuprinde:
  - Kurgan
  - Sverdlovsk
  - Tiumen
    - Districtul Autonom Hantî-Mansi
    - Districtul Autonom Iamalo-Neneț

  - Celabinsk

### Districtul Federal Volga
rusă Приволжский федеральный округ
- Centrul adinistrativ: Nijni Novgorod
- Cuprinde:
  - Republica Bașkortostan
  - Republica Ciuvaș
  - Kirov
  - Republica Mari El
  - Republica Mordovia
  - Nijni Novgorod
  - Orenburg
  - Penza
  - Ținutul Perm
  - Samara
  - Saratov
  - Republica Tatarstan
  - Republica Udmurtia
  - Ulianovsk

### Districtul Federal Nord-Caucazian
rusă Северо-Кавказский федеральный округ
- Centrul adinistrativ: Piatigorsk
- Cuprinde:
  - Republica Daghestan
  - Republica Daghestan
  - Republica Kabardino-Balkaria
  - Republica Karaciai–Cerkesia
  - Republica Osetia de Nord–Alania
  - Republica Cecenia
  - Ținutul Stavropol

### Districtul Federal Crimeea
Această entitate este disputată între Rusia și Ucraina. Rusia o revendică ca parte a sa după ce a anexat-o la începutul anului 2014; Ucraina și comunitatea internațională o consideră în continuare parte a Ucrainei.
rusă Крымский федеральный округ
- Centrul adinistrativ: Simferopol
- Cuprinde:
  - Republica Crimeea
  - Sevastopol (oraș federal)